# Galliate

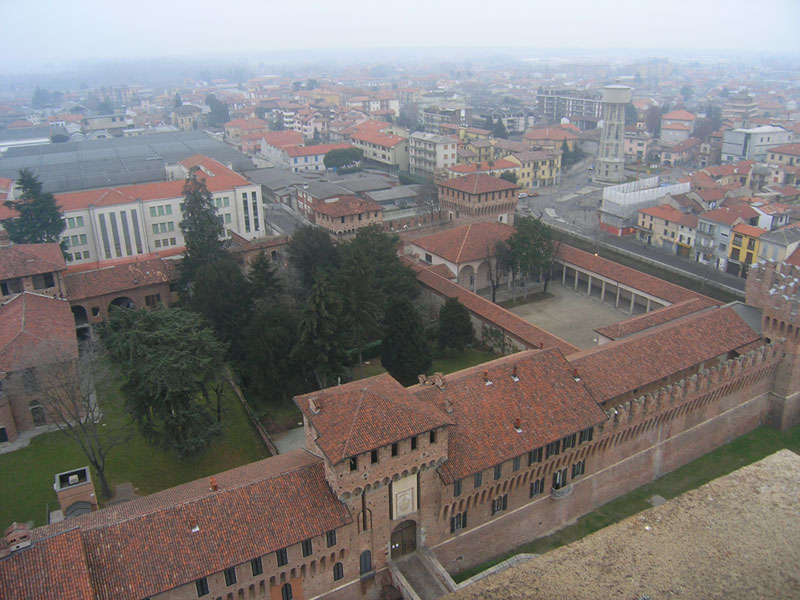
Panorama mit Kastell

Galliate (piemontesisch Gajà, lombardisch Galià) ist eine Gemeinde mit 15.681 Einwohnern (Stand 31. Dezember 2023) in der italienischen Provinz Novara (NO) in der Region Piemont.
Die Nachbargemeinden sind Cameri, Novara, Romentino und Turbigo, Robecchetto con Induno, Cuggiono, Bernate Ticino (MI).

## Geographie
Der Ort liegt auf einer Höhe von 54 Meter über dem Meeresspiegel. Das Gemeindegebiet umfasst eine Fläche von 29 km².

## Söhne und Töchter der Gemeinde
- Achille Varzi (1904–1948), Rennfahrer
- Achille Varzi (* 1958), Philosoph
- Lena Biolcati (* 1962), Sängerin
- Federico Italiano (* 1976), Lyriker, Literaturwissenschaftler, Übersetzer und Herausgeber
- Massimo Maccarone (* 1979), Fußballspieler